# Carine Roitfeld
Carine Roitfeld é uma jornalista francesa que foi editora-chefe da revista Vogue Paris de 2001 a 2011. Deixou o cargo após demissão em 17 de dezembro de 2010, e foi sucedida por Emmanuele Alt.

## Família
Seu pai, Jacques Roitfeld, foi um produtor russo de cinema que trabalhou em Berlim, antes de ir morar em Paris e conhecer a mãe de Carine.

## Vida Pessoal
Carine tem dois filhos com Christian Restoin, que foi o criador da linha de roupas que fechou depois de ela aceitar trabalho na Vogue. Eles estão juntos há mais de trinta anos, porém não são casados oficialmente.